# Taifa de Almería
La Taifa de Almería fue un reino independiente musulmán que surgió en al-Ándalus en 1012, a raíz de la desintegración que el Califato de Córdoba venía sufriendo desde 1008, y que desapareció en 1091 cuando fue conquistada por los almorávides, perteneciendo cronológicamente a los primeros reinos de taifas.

## Reinado de los Sqlabi

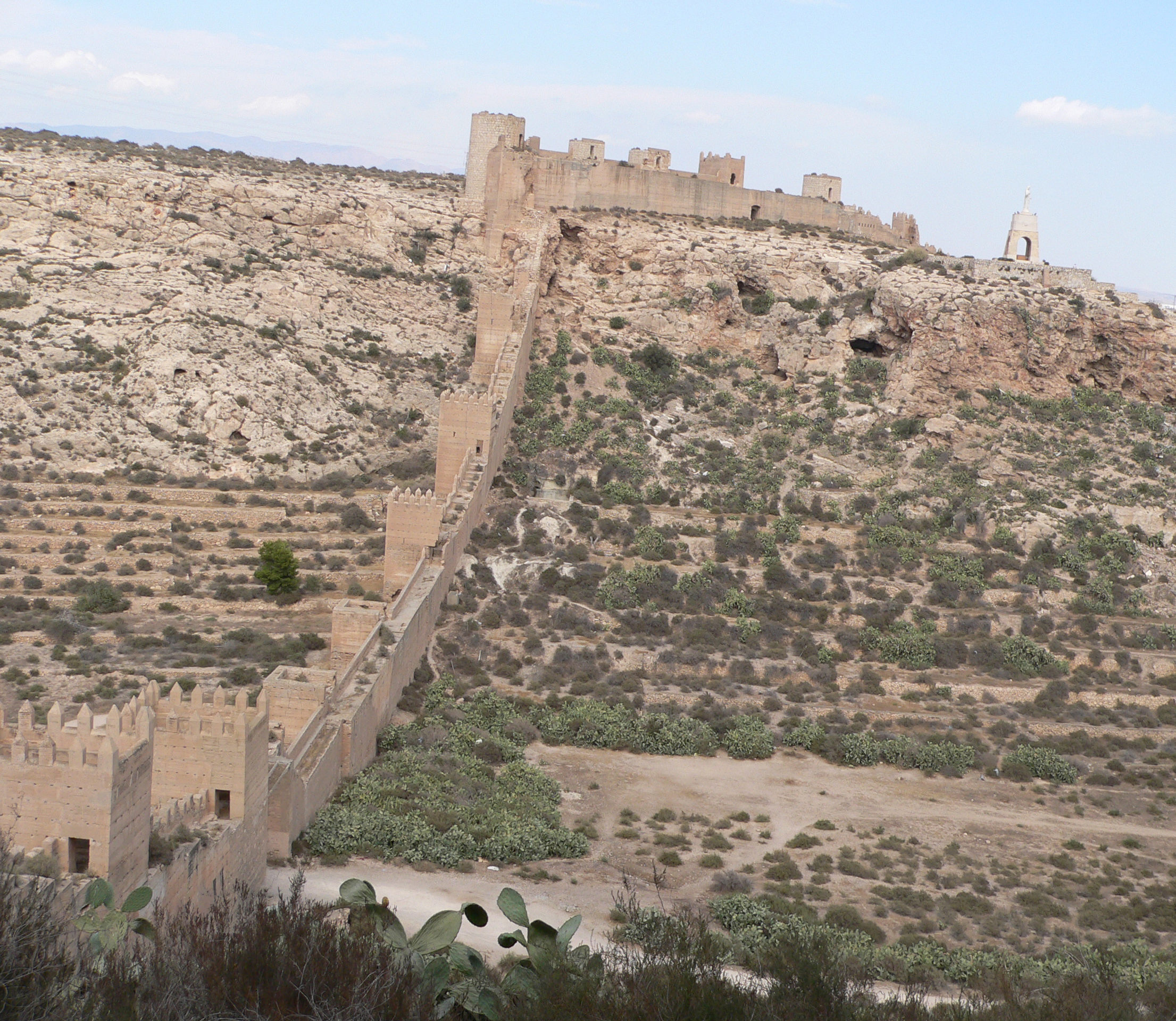
Murallas de Jairán en Almería.

El origen de la taifa de Almería se debe al eslavo Aflah al-Fatah, quien se impuso al bereber Ibn Rawis en el control de al-Mariyya, la actual ciudad de Almería. A Áflah le sucedió en el trono Jairán quien consolidó el reino taifa. Durante su reinado la ciudad de Almería experimentó un gran desarrollo y desbordó el perímetro fortificado, motivo por el cual Jairán amplió sucesivamente sus murallas defensivas. La explosión demográfica se debió al desarrollo económico basado en dos productos fundamentales: el mármol de las minas de Macael y los tejidos de lujo de seda, oro y plata, que se exportaban por todo el Mediterráneo.
Bajo el reinado del sucesor de Jairán, Zuhair, la taifa almeriense se extendió abarcando Murcia, Jaén, zonas de Granada y Toledo e incluso la antigua capital del califato, Córdoba, aunque pronto empezaría la decadencia y la pérdida de territorios que culminaría con el siguiente reinado. Zuhair amplió la mezquita de la ciudad e intervino en la muralla del arrabal de la Musalla. En esta época, Almería se consolidó como ciudad, y se desarrollaron dos arrabales más, el al-Musallà (Oratorio), al este, y el menor al-Hawd (Aljibe), al oeste.

## Reinado de los Banu Sumádih
En 1038, bajo el reinado de Abu Bakr ar-Ramimi, la taifa de Almería fue conquistada por Abd al-Málik ibn Abd al-Aziz, rey de la taifa de Valencia y nieto de Almanzor, quien nombró gobernador a Ma'n ben Muhámmad, que se independizó en 1044 inaugurando un nuevo período taifa bajo el gobierno de la dinastía de los Banu Sumádih, que conoció la época de mayor esplendor económico y cultural de la taifa bajo el gobierno de Abu Yahya Muhámmad al-Mutásim, también conocido como Almotacín, el rey poeta, quien llegó a formar en Almería uno de los núcleos culturales más importantes de al-Ándalus, atrayendo a poetas a los que asignaba pensiones en plata. 
En 1085, Alfonso VI tomó Toledo. Los reyes taifas de Sevilla, Granada y Badajoz solicitaron el auxilio de los almorávides quienes entraron en la península ibérica a través de Algeciras en 1086, derrotando al rey castellano-leonés en la batalla de Zalaca, tras lo cual, viendo la debilidad de los reinos taifas por las continuas disputas entre ellos, se enfrentaron a ellas, siendo conquistada la de Almería en 1091, pocos meses después del fallecimiento de su último rey taifa, Áhmad Mu'izz ad-Dawla.

## Símbolos
La bandera de la taifa de Almería ha sido identificada como la primera bandera de Andalucía y una de las primeras banderas de Europa; se componía de dos franjas verdes transversales y una blanca entre ellas. Esta bandera fue la precursora de las muchas verdiblancas que aparecieron posteriormente en los reinos del sur de al-Ándalus, como el Reino nazarí de Granada que, a pesar de que su bandera principal era roja, tenía diversas banderas verdiblancas para otras localidades del reino. Se dice que con el apresamiento de Boabdil en la Batalla de Lucena, más de veinte banderas se incautaron, de las cuales dieciocho eran verdiblancas. La bandera de la taifa de Almería también lo fue de las tropas cristianas en Andalucía, y en el siglo XIX se adoptó como la bandera del movimiento regionalista andaluz en España. La bandera pasó a ser la oficial de Andalucía tras el Estatuto de Autonomía de 1981.
Cuando Abu Asbag ibn Argam, un poeta de Guadix que servía al visir del rey Almotacín de Almería, vio la bandera blanca y verde en lo alto de la Alcazaba de Almería, escribió un poema en el que se describe una de las banderas más antiguas de Europa:

Una verde bandera

que se ha hecho de la aurora blanca un cinturón,

despliega sobre ti un ala de delicia,

que ella te asegure la felicidad

al concederte un espíritu triunfante.
Abu Asbag ibn Argam